# Amalda booleyi
Amalda booleyi là một loài ốc biển, là động vật thân mềm chân bụng sống ở biển trong họ Olividae, ốc ôliu.

## Phân bố
quần đảo Andaman